# Куньєвська сільська територіальна громада
Куньєвська сільська територіальна громада — територіальна громада в Україні, в Ізюмському районі Харківської області. Адміністративний центр — село Куньє.
Площа громади — 331,5 км2, населення громади — 4516 осіб (2020)
Утворена 12 червня 2020 року шляхом об'єднання Куньєвської, Бугаївської, Іванчуківської, Олександрівської, Чистоводівської та частини Бригадирівської (у складі лише с. Липчанівка) сільських рад Ізюмського району Харківської області. Перші вибори сільської ради та сільського голови Куньєвської сільської громади відбулися 25 жовтня 2020 року.

## Населені пункти
До складу громади входять 18 сіл (Боголюбівка, Бугаївка, Іванчуківка, Козютівка, Куньє, Липчанівка, Лисогірка, Новопавлівка, Олександрівка, Підвисоке, Поляна, Попасне, Рідний Край, Розсохувате, Сухий Яр, Чистоводівка, Чорнобаївка, Щасливе).